# Mateo Flecha il Vecchio
Mateo Flecha il Vecchio (Mateu Fletxa in catalano; Zona di Prades, 1481 – Poblet, 1553) è stato un compositore spagnolo.
Spesso soprannominato "il Vecchio" per distinguerlo dal nipote omonimo, Mateo Flecha è ricordato soprattutto per la creazione di un particolare genere di composizione polifonica, denominato "Ensalada". Tale genere prende spunto da alcuni elementi del linguaggio contrappuntistico provenienti sia dal madrigale che dalla musica religiosa combinando oltre a vari registri linguistici, elementi drammatici, comici, popolari e colti.

## Vita

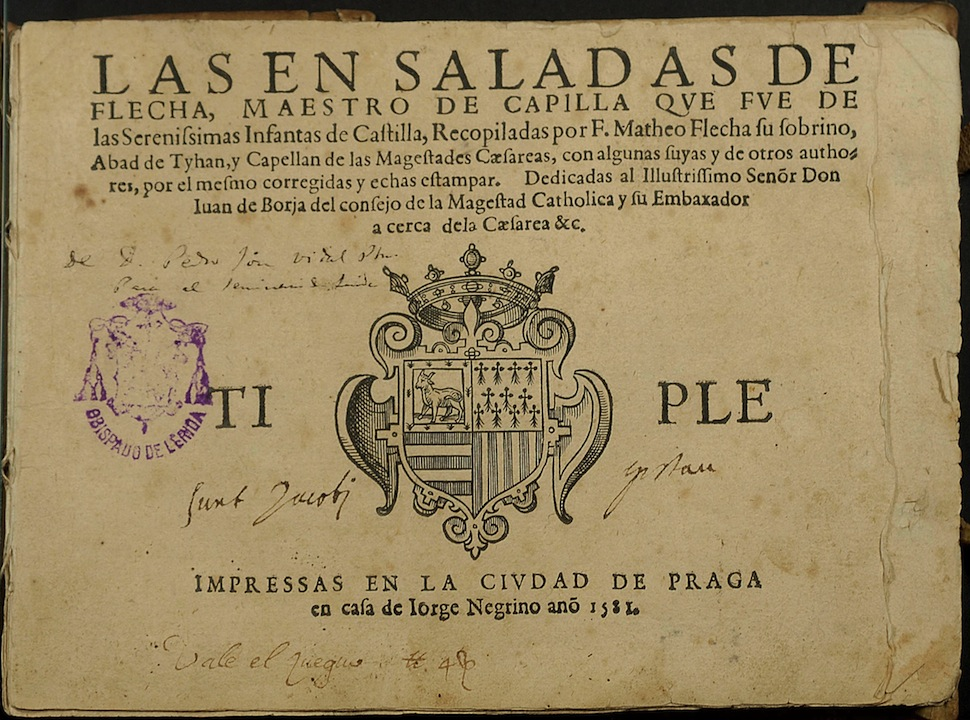
Ensaladas, edito da Mateu Fletxa, pubblicato nel 1581 a Praga.

Mateo Flecha fu allievo del maestro Joan Castelló. Dal settembre 1523 all'ottobre ricoprì il ruolo di maestro di cappella della cattedrale di Lleida. In seguito si mosse a Guadalajara, dove per sei anni rimase al servizio di Diego Hurtado de Mendoza. Si pensa che fosse attivo per alcuni anni a Valencia, presso la corte del duca di Calabria, giacché alcune composizioni presenti nel cosiddetto Cancionero de Uppsala, raccolta compilata in questa città nella prima metà del XVI secolo, sono a lui riconducibili. Dal 1537 per due anni fu maestro di cappella nella cattedrale di Sigüenza, in Castiglia-La Mancia.
Tra il 1544 e il 1548 visse nel castello di Arévalo come insegnante di musica delle figlie di Carlo V Maria e Joanna. Negli ultimi anni della sua vita prese i voti come monaco cistercense e si ritirò sino alla sua morte (1553) nel Monastero di Santa Maria di Poblet.
Le sue ensaladas influenzarono molto Joan Brudieu.

## Opere
La musica di Flecha è stata in parte pubblicata da Fuenllana nel suo Orphenica Lira. La maggior parte delle sue opere può essere trovata nel Cancionero del duca di Calabria (Venezia, 1556), conosciuto come il Cancionero de Uppsala. Flecha è perlopiù conosciuto per le sue ensaladas, componimenti per quattro o cinque voci, che spesso includevano un insieme di diverse lingue tra cui lo spagnolo, il catalano, l'italiano, il francese ed il latino. Oltre a questo tipo di componimento sono noti i suoi villancicos.
Le ensaladas furono pubblicate per la prima volta a Praga nel 1581 dal nipote Mateo Flecha il Giovane. Delle sue undici solo sei rimangono complete, El Jubilate, El fuego, La bomba, La negrina, La guerra, e La justa. Delle altre a quattro manca una voce e non è pervenuta El cantate, in quanto Flecha il Giovane la ritenne troppo lunga.
Molti suonatori di vihuela tra cui Enríquez de Valderrábano, Diego Pisador, e Miguel de Fuenllana trascrissero le opere di Flecha per il loro strumento.

### Lista delle opere
Nonostante potrebbe averne scritte molte di più, ecco una lista delle sue opere accertate:
Ensaladas per quattro voci:
- El fuego
- El Jubilate
- La bomba
- La caça
- La guerra
- La justa
- La negrina
- La viuda[8][9][10]

Ensaladas per cinque voci:
- Las cañas
- Los chistes
- El cantate o dança despadas (perso)

Villancicos per tre voci:
- Encúbrase el mal que siento
- O triste de mí
- Si sentís lo que yo siento
- Vella de vós som amorós (attribuito a Flecha)

Villancicos per quattro voci:
- Mal haya quien a vos casó
- Que farem del pobre Joan
- Teresica hermana
- Tiempo bueno
- Riu Chiu

Villancicos per cinque voci:
- Si amores me han da matar

Opere sacre in latino:
- Miserere (4 voci)
- Doleo super te (perso)